# 天主教卡拉佩瓜教區
天主教卡拉佩瓜教區（拉丁語：Dioecesis Carapeguana）是巴拉圭一個羅馬天主教教區，屬亞松森總教區。
教區成立於1978年6月5日，位於巴拉瓜里省。2006年有教友215,000人（佔轄區總人口91.1%）、十七個堂區、廿三名司鐸。現任教區主教為約阿金·羅夫萊多·羅梅羅。